# Otto Böhm
Otto Wilhelm Böhm (ur. 11 lipca 1890 w Heilbronn, zm. 1964 w Landeck) – zbrodniarz nazistowski, członek załogi niemieckiego obozu koncentracyjnego Sachsenhausen i SS-Hauptscharführer.
Pełnił służbę w Sachsenhausen w latach 1941–1945, między innymi jako Rapportführer. W 1960 zasiadł na ławie oskarżonych wraz z dwoma innymi członkami personelu obozu (Augustem Höhnem i Horstem Hempelem) przed zachodnioniemieckim sądem w Düsseldorfie. Za zamordowanie co najmniej 200 jeńców radzieckich, rozstrzelanie kilkudziesięciu więźniów w krematorium Sachsenhausen oraz współudział w zamordowaniu około 2000 więźniów podczas ewakuacji obozu Böhm skazany został 15 października 1960 na dożywotnie pozbawienie wolności.